# Pancho
Pancho ist ein männlicher Vorname spanischer Herkunft, eine Kurzform von Francisco. Die Verkleinerungsform lautet Panchito.

## Namensträger

### Pancho
- Jacques Abardonado (genannt Pancho; * 1978), französischer Fußballspieler
- Pancho Barnes (Florence Barnes; 1901–1975), US-amerikanische Stuntpilotin
- Pancho Gonzales (1928–1995), US-amerikanischer Tennisspieler
- Pancho Gonzalez (1926–2016), französischer Fußballspieler
- Pancho Segura (1921–2017), ecuadorianischer Tennisspieler
- Pancho Villa (1878–1923), mexikanischer Revolutionär
- Pancho Villa (1901–1925), philippinischer Boxer

### Panchito
- Francisco Hernández Pineda (1927–2011), mexikanischer Fußballspieler
- Panchito Riset (1910–1988), kubanischer Son- und Bolero-Sänger